# Daddy (песня Сая)
«Daddy» (с англ. — «Папочка») — 22-й сингл южнокорейского певца PSY-я (Сая). В песне также участвует CL (Си-эл) из гёрл-группы 2NE1. Это первый сингл с вышедшего после него на следующий день 7-го альбома певца (который называется Chiljip PSY-da).
Видеоклип к песне был выложен на канал Сая на YouTube 30 ноября 2015 года.

## Сюжет
В песне CL спрашивает Сая: «Откуда у тебя такое тело?» (англ. Where'd you get that body from?). На что Сай отвечает: «Оно мне досталось от моего папочки» (англ. I got it from my daddy).
Начинается клип с рождения Сая. Когда нам показывают ребёнка, мы видим, что у него наложенное цифровым методом лицо Сая.
Как пишет «Роллинг Стоун», после этого клип только становится ещё нелепей. Мы видим Сая ребёнком и стариком, «все поколения Саев танцуют по гостиной. Он делает приседания, демонстрирует золотые зубы и ни с того ни с сего появляется сидящим на унитазе. Прирэпованный вокал Сая продолжает ту же стилическую линию, что мы слышали в предыдущих синглах. А текст наполнен глупыми строфами, вроде „Будь моим карри, я буду твоим рисом“ (англ. You be my curry, I'll be your rice)» или „Я буду твоим мёдом, мой срок хранения никогда не истечёт“ (англ. I be your honey, never expire).

## Чарты
| Чарт (2015)                                | Наив. поз. |
| ------------------------------------------ | ---------- |
| Австралия (ARIA)                           | 103        |
| Бельгия/Фландрия (Ultratip Bubbling Under) | 85         |
| Канада (Billboard Canadian Hot 100)        | 36         |
| Чехия (Singles Digitál Top 100)            | 72         |
| Финляндия (Latauslista Download)           | 2          |
| Южная Корея (Gaon)                         | 1          |
| США (Billboard Hot 100)                    | 97         |
| США (Billboard Hot Dance/Electronic Songs) | 6          |